# Cerro Capuchino
El Cerro Capuchino es una formación de montaña ubicada en el extremo sur del municipio Morán, estado Lara, límite con Trujillo, Venezuela. A una altitud promedio 2.531 m s. n. m. el Cerro Capuchino es una de las montañas más altas en Lara. Su arista hace continuidad con el Cerro El Quemado y el Cerro Los Arcos.

## Ubicación
El Cerro Capuchino se encuentra ubicado en la esquina suroeste del estado Lara, en el extremo norte de la Fila La Culebrina. Se llega por una ruta de cortafuego que parte del pueblo de Humocaro Bajo hasta el sector «Chirino».